# أوين (لاعب كريكت)
أوين (1795 بإنجلترا في المملكة المتحدة - ) (بالإنجليزية: Owen)‏ هو لاعب كريكت بريطاني. لعب مع Cambridge Town Club ‏.